# Szent György szerb ortodox templom (Temesvár)
A temesvári Szent György szerb ortodox templom műemlékké nyilvánított épület Romániában, Temes megyében. A romániai műemlékek jegyzékében az  TM-II-m-A-06169 sorszámon szerepel.